# Ljósvetningar
Ljósvetningar (del nórdico antiguo: Clan de las Aguas claras) fue un poderoso clan familiar de la Era vikinga durante el periodo de la Mancomunidad Islandesa, siglos IX y X. Tuvieron su origen en el clan Rauðmelingar (del nórdico antiguo: Clan de los hombres rojos) a principios de la colonización islandesa, en los tiempos de Þórir Grímsson.
Su historia aparece principalmente en la saga Ljósvetninga y otras sagas nórdicas como la saga Eyrbyggja, a destacar la saga de Njál. Dominaban gran parte del goðorð de Eyjafjarðarsýsla. En la saga de Njál, los Ljósvetningar llegan un acuerdo con Flosi Þórðarson para apoyarle durante el Althing de 1012 por la quema y muerte de Njáll Þorgeirsson y su familia, prometiendo luchar si hacía falta. En la saga Ljósvetninga, Gudmundur Eyjólfsson mata a su rival Þorkell de Öxará, que pertenece al clan Ljósvetningar pero recibe apoyo de su padre adoptivo Einar Konalsson, quien le presta dinero para la compensación antes de desencadenar una acción de venganza. Son los hermanos Tjörvi y Höskuldur Þorgeirsson, hijos de Þorgeir Ljósvetningagoði los que se encargaron de llegar a un acuerdo.